# Krab (samochód)
Krab – seria trzech jednomiejscowych samochodów wyścigowych (oznaczonych numerami 75, 76 i 77), opracowanych przez Krzysztofa Bruna. Samochody Krab uczestniczyły w Wyścigowych Samochodowych Mistrzostwach Polski w latach 1958–1964.

## Historia
W założeniu Rak 650 miał być prototypem dla planowanej serii wyścigowej. Jednak przedłużające się prace nad tym samochodem spowodowały, że w 1957 roku postanowiono zbudować serię identycznych samochodów jednomiejscowych. Kompletną dokumentację techniczną opracował Krzysztof Brun.
Krab został zaprojektowany przez twórcę Raka 650 – Jerzego Jankowskiego, i wywodził się od tego modelu. Mimo to różnił się znacząco od Raka 650, co wiązało się z problemami w produkcji części. Z tego powodu zastosowano więcej aniżeli w Raku elementów seryjnych, przez co zmienił się kształt nadwozia. Zmianie uległo między innymi przednie zawieszenie, na które składały się poprzeczne wahacze pochodzące od Fiata Multipla, a także sprężyna śrubowa i amortyzator teleskopowy. Funkcję wahaczy tylnych pełniły tylne półosie.
Na nadwozie składała się przestrzenna rama rurowa wykonana z rur ze stali chromomolibdenowej o średnicy 25 mm. Rama ta ważyła 22 kg. Na ramę nałożona była karoseria z blachy aluminiowej. Układ kierowniczy pochodził od Fiata 600. Cały samochód ważył 290 kg.
Z planowanej serii powstały tylko trzy egzemplarze. Miało to związek z opracowaniem i wprowadzaniem do mistrzostw Polski przepisów Formuły Junior.

### Krab 75
Samochód był napędzany przez silnik pochodzący z motocykla Royal Enfield Meteor o pojemności 700 cm³, dysponujący mocą około 45 KM przy 6500 rpm. Zastosowano w nim opatentowany przez Jankowskiego napinacz łańcucha. Skrzynia biegów pochodziła z motocykla.
Samochód zadebiutował podczas wyścigu w Łodzi 22 czerwca 1958 roku, a prowadził go Longin Bielak. Bielak zajął trzecie miejsce w klasie 750 cm³. W wyścigu w Warszawie 28 września wygrał klasy 750 i 1300, natomiast w Rudnikach był drugi. Ogółem w sezonie 1958 zdobył tytuł wicemistrzowski.
Przed sezonem 1959 usztywniono przednie zawieszenie i przejęto silnik z Kraba 76. Pierwszego wyścigu w Opolu Bielak nie ukończył. Do wyścigu w Lublinie zamontowano silnik Triumph 650 cm³. W Lublinie kierowca był trzeci, natomiast we Wrocławiu – szósty. Przed wyścigiem w Rudnikach do samochodu zamontowano silnik z motocykla Vincent Black Lightning, z którego to silnika wcześniej korzystał Tadeusz Potajałło. Jednostka ta przy pojemności 995 cm³ rozwijała moc 75 KM. Bielak wygrał tym pojazdem zawody w Rudnikach, osiągając prędkość 196 km/h. W klasyfikacji końcowej sezonu był trzeci.
W roku 1960 Bielak z powodu awarii silnika wystartował dopiero w trzeciej eliminacji (w Lublinie), którą wygrał. Na rundę w Częstochowie Bielak wypożyczył Kraba Grzegorzowi Timoszkowi, który nie dostosował się dobrze do samochodu i zajął czwarte miejsce.
Pierwszy wyścig sezonu 1961, w Opolu, Bielak z powodu problemów technicznych ukończył jako ósmy. Jedenastego czerwca uczestniczył w międzynarodowym wyścigu w Budapeszcie, gdzie był drugi. W ostatnim wyścigu w Opolu pojazd przejął Władysław Paszkowski, który był dziewiąty.
W 1962 roku samochód ścigał się tylko 30 września w Szczecinie. Andrzej Zieliński wygrał ten wyścig. Rok później modelu używał Zbigniew Sucharda, którego Rak 1300 spłonął podczas zawodów w Lublinie. Sucharda nie ukończył rywalizacji w Gliwicach, ale wygrał wyścig w Tychach. W całym sezonie zajął trzecie miejsce.
10 maja 1964 roku w Lublinie Krab wystartował po raz ostatni. Sucharda nie ukończył zawodów. Model był wyeksploatowany, więc zdecydowano o jego naprawie. Przed wyścigiem w Tychach Sucharda testował samochód na torze próbnym FSO; w testach tych uczestniczył też Władysław Paszkowski, używający Raka Juniora. Po zakończeniu testów Paszkowski i Sucharda zjeżdżali z toru, kiedy to Paszkowski zajechał drogę Suchardzie, przez co ten wzbił się w powietrze. Samochód obróciło i spadł kołami do góry. Sucharda odniósł niegroźne obrażenia, ale naprawa pojazdu nie była zasadna i postanowiono jedynie wyjąć silnik. Krab natomiast został zakupiony w latach 70. przez Zbigniewa Gotowicza, mechanika Macieja Bogusławskiego. Bogusławski wykorzystał ramę i karoserię Kraba do budowy własnego samochodu, BG 1600.

### Krab 76
Podobnie jak w przypadku Kraba 75, również samochód z numerem 76 był napędzany silnikiem Royal Enfield 0,7 litra. Był on ukończony po Krabie 75.
W sezonie 1958 samochodu tego używali Zbigniew Cichowski i Jan Jagielski. Kierowcy ci nie odnosili dobrych rezultatów, z wyjątkiem drugiego miejsca Cichowskiego w Warszawie. Po roku 1958 z Kraba 76 wymontowano silnik Royal Enfield i samochód przekazano z ramienia PZM do Krakowa. Tam wmontowano silnik Triumph o pojemności 650 cm³, ale model w tej specyfikacji nigdy się nie ścigał. Przed sezonem 1961 samochód przekazany został do Radomia, gdzie otrzymał go Józef Kiełbania. Kiełbania zmodyfikował pojazd poprzez zwiększenie rozstawu osi i zastosowanie jednostki Wartburg 311. W Opolu Kiełbania zajął szóste miejsce, natomiast w Poznaniu piąte.
W sezonie 1962 Kiełbania był szósty w Toruniu i piąty w Szczecinie. W roku 1963 pojazd prowadził Jerzy Nowak. W Białymstoku był trzeci, a zawodów w Tychach nie ukończył; w klasyfikacji generalnej sezonu był piąty. W 1964 roku Nowak wygrał zawody w Tychach, po czym model przejął Ludwik Glib. Glib wygrał jeszcze wyścig na lotnisku Czyżyny.

### Krab 77
Samochód powstał już po zakończeniu sezonu 1958. W przeciwieństwie do Krabów 75 i 76 był napędzany silnikiem Triumph 650 cm³; identyczna jednostka była używana w Raku 650. Model cechował się poprawionym w stosunku do pozostałych Krabów układem kierowniczym.
Samochodu tego używał w 1959 roku ścigający się wcześniej motocyklami Andrzej Żymirski. W Opolu był szósty, natomiast wyścigu w Lublinie nie ukończył z powodu uszkodzeń sprzęgła i amortyzatorów. W sezonie 1960 samochodem ścigał się Lech Dąbrowski. W Opolu zajął siódme miejsce, natomiast w Lublinie – ósme. W 1961 roku Krab 77 nie uczestniczył już w mistrzostwach Polski.